# Marcelino
Marcelino, Marcellino oder Marcelinho ist ein männlicher Vorname und Familienname.

## Herkunft und Bedeutung
Die Namen leiten sich von dem lateinischen Familiennamen Marcellinus ab, der seinerseits von Marcellus abgeleitet war. Marcelino ist eine spanische und portugiesische, Marcellino eine italienische Form; Marcelinho ist portugiesisch. Der Name Marcellino wurde in den 1950er Jahren aufgrund des Filmes Das Geheimnis des Marcellino von Ladislao Vajda populär.

## Namensträger

### Vorname Marcelino
- Marcelino Camacho (1918–2010), spanischer Widerstandskämpfer, Gewerkschaftsführer und Politiker
- Marcelino Elena (* 1971), spanischer Fußballspieler
- Marcelino (Fußballtrainer) (bürgerlich Marcelino García Toral, * 1965), spanischer Fußballtrainer
- Marcelino Oreja Aguirre (* 1935), spanischer Politiker
- Marcelino Iglesias Ricou (* 1951), spanischer Politiker
- Marcelino Vargas (1921–?), paraguayischer Fußballspieler

### Familienname Marcelino
- António Baltasar Marcelino (1930–2013), portugiesischer Geistlicher, Bischof von Aveiro
- Danilo Marcelino (* 1966), brasilianischer Tennisspieler
- Edgar Marcelino (* 1984), portugiesischer Fußballspieler
- João Marcelino (1925–1995), portugiesischer Radrennfahrer
- Mariana Marcelino (* 1992), brasilianische Hammerwerferin

### Vorname Marcelinho
- Marcelinho Huertas (* 1983), brasilianischer Basketballspieler
- Marcelinho da Lua, brasilianischer DJ
- Marcelinho Machado (* 1975), brasilianischer Basketballspieler
- Marcelinho Paráiba (* 1975), brasilianischer Fußballspieler

### Vorname Marcellino
- Marcellino von Capradosso (1873–1909), italienischer Kapuziner im Seligsprechungsprozess
- Marcellino Lucchi (* 1957), italienischer Motorradrennfahrer

### Familienname Marcellino
- Fred Marcellino (1939–2001), US-amerikanischer Illustrator und Kinderbuchautor